# 靖道謨
靖道谟，字诚合，号果园，清朝政治人物。湖北黄冈人。
康熙六十年（1721年）进士，改庶吉士。雍正元年（1723年）出知云南姚州。奉云贵总督鄂尔泰之命，纂修《乾隆云南通志》和《乾隆贵州通志》。晚年归里，主鳌山、白鹿、江汉等书院讲席。并纂《湖北下荆南道志》、《黄州府志》等。